# European Poker Tour Saison 5
Résultats de la saison 5 de l'European Poker Tour (EPT).

## Résultats
| Date              | Tournoi                          | Vainqueur            | Prix        | Finaliste        | Autres Finalistes                                                                                               |
| ----------------- | -------------------------------- | -------------------- | ----------- | ---------------- | --- |
| 14 septembre 2008 | Barcelone EPT 5                  | Sebastian Ruthenberg | 1 361 000 € | Fintan Gavin     | - Davidi Kitai - Daniele Mazzia - Dren Ukella - Jason Mercier - Samuel Chartier - Martin Nielsen                |
| 5 octobre 2008    | Londres EPT 5                    | Michael Martin       | 1 000 000 € | Michael Tureniec | - Marcin Horecki - Eric Liu - Philippe Dauteuil - Alan Smurfit - Johannes Strassmann - Antony Lellouche         |
| 1er novembre 2008 | Budapest EPT 5                   | William Fry          | 595 839 €   | Ciprian Hrisca   | - Martin Jacobson - Albert Iverson - Marino Serenelli - Gino Alacqua - Zoltan Toth - Johnny Lodden              |
| 19 novembre 2008  | Varsovie EPT 5                   | João Barbosa         | 367 140 €   | Nico Behling     | - Dario Minieri - Atanas Gueorguiev - Arnaud Mattern - Sergey Shcherbatskiy - Andrea Benelli - Ludovic Lacay    |
| 14 décembre 2008  | Prague EPT 5                     | Salvatore Bonavena   | 774 000 €   | Massimo Di Cicco | - Andrew Chen - Konstantinos Alexiou - Francesco Cirianni - Fredrik Nygard - Nasr El Nasr - Raul Mestre         |
| 10 janvier 2009   | PokerStars Caribbean Adventure   | Poorya Nazari        | 3 000 000 € | Tony Gregg       | - Benny Spindler - Alexandre Gomes - Pieter Tielen - Dustin Dirksen - Daniel Heimiller - Kevin Saul             |
| 24 janvier 2009   | Deauville EPT 5                  | Moritz Kranich       | 851 400 €   | Arnaud Esquevin  | - Tristan Clémençon - Andrea Benelli - Jonathan Azoulay - Jorn Walthaus - Bruno Launais - Thomas Delattre       |
| 21 février 2009   | Copenhague EPT 5                 | Jens Kyllonen        | 878 057 €   | Peter Hedlund    | - Anders Langset - Jussi Nevanlinna - Petter Petersson - Rasmus Hede Nielsen - Eric Larchevêque - Jonas Klausen |
| 14 mars 2009      | Dortmund EPT 5                   | Sandra Naujoks       | 917 000 €   | Holger Kanisch   | - Marc Gork - Johan Storakers - Michael McDonald - Luca Pagano - William Thorson - Cengizcan Ulusu              |
| 23 avril 2009     | San Remo EPT 5                   | Constant Rijkenberg  | 1 508 000 € | Kalle Niemi      | - Gustav Sundell - William Reynolds - Dragan Galic - Ovi Balaj - Alex Fitzgerald - Danilo D'Ettoris             |
| 3 mai 2009        | Monte-Carlo EPT 5 (Grande Final) | Pieter de Korver     | 2 300 000 € | Matthew Woodward | - Mikhail Tulchinskiy - Dag Martin Mikkelsen - Eric Qu - Alem Shah - Daniel Zink - Peter Traply                 |